# Руль направления

Рыскание модели самолёта

Руль направле́ния — аэродинамический орган управления самолёта, расположенный в хвостовом оперении и предназначенный для управления самолётом относительно нормальной оси (то есть при помощи руля направления изменяется угол рыскания).
Представляет собой подвижную вертикальную плоскость, крепящуюся к килю.
Воздействие на руль направления осуществляется посредством нажатия на педали, расположенные в кабине пилота.
Руль направления на тяжёлых магистральных авиалайнерах используется в основном для корректировки курса на разбеге и пробеге.

Штурвал и руль высоты в управлении самолётом

В то же время на сверхзвуковых самолётах при больших скоростях полёта радиус разворота получается слишком велик, поэтому в канал крена вводят так называемый «перекрёстный сигнал по курсу». При этом с вводом самолёта в крен поворотом штурвала (отклонением РУС) одновременно с отклонением элеронов на некоторый пропорциональный угол отклоняется и руль направления.